# Villa San Giovanni (metropolitana di Milano)
Villa San Giovanni è una stazione della linea M1 della metropolitana di Milano.

## Storia
La stazione fu costruita come parte della prima tratta, da Sesto Marelli a Lotto, della linea M1 della metropolitana di Milano, entrata in servizio il 1º novembre 1964, che fu in assoluto la prima tratta di metropolitana inaugurata nel capoluogo lombardo.
Nelle prime versioni del progetto la denominazione della stazione era semplicemente Villa.

## Struttura e impianti
Villa San Giovanni possiede una struttura comune a quasi tutte le altre stazioni della linea: si tratta di una stazione sotterranea a due binari, uno per ogni senso di marcia, serviti da due banchine laterali; superiormente si trova un mezzanino, contenente i tornelli d'accesso e la cabina dell'operatore di stazione.
Dista 568 metri dalla stazione di Precotto e 674 metri da quella di Sesto Marelli.

## Attentato incendiario
La stazione servì da capolinea provvisorio della linea M1 dal 26 aprile 1982 per cinque mesi, dopo che un attentato incendiario aveva distrutto la stazione di Sesto Marelli. Successive indagini dimostrarono che proprio a Villa San Giovanni erano stati incendiati alcuni sedili di un treno, il quale raggiunse il capolinea con la carrozza di coda già in balia delle fiamme. A seguito dell'attentato l'imbottitura dei sedili fu sostituita con materiale ignifugo.

## Servizi
La stazione dispone di:
- Biglietteria automatica
- Bar
- Servizi igienici

## Interscambi
Nelle vicinanze della stazione effettuano fermata alcune linee urbane automobilistiche, gestite da ATM.
- Fermata autobus